# Ма Хайан
Ма Хайан (馬海晏; 1837—1900) — китайский генерал-мусульманин позднего периода династии Цин.

## Биография
Родился в 1837 году в западно-китайской провинции Ганьсу. Во начале Дунганского восстания против китайского владычества (1862—1877) Ма Хайан сражался на стороне повстанцев, а затем в 1872 году перешел на сторону Цинской династии и помог китайскому главнокомандующему Цзо Цзунтану подавить восставших мусульман.
Сыновья — Ма Ци, Ма Линь и Ма Фэн.
Мусульманские военачальники Дун Фусян, Ма Аньлян и Ма Хайань были первоначально вызваны в Пекин во время Первой китайско-японской войны в 1894 году, но вспыхнуло Дунганское восстание (1895—1896), и впоследствии их отправили из столицы обратно на подавление повстанцев.
Во время реформы «Сто дней» в 1898 году Дун Фусян, Ма Аньлян и Ма Хайан были вызваны в Пекин и вместе с Ма Фулу и Ма Фусяном помогли положить конец реформаторскому движению.
Он сражался против иностранного альянса восьми держав в Боксёрском восстании вместе со своим племянником Ма Бяо, служившим под его началом, осадил католический собор Сишику и дипломатические представительства, разгромил альянс в битве при Ланфане во время экспедиции Сеймура и умер от истощения, пока он и «Ганьсу храбрые» были сопровождение императорской семьи в безопасное место. Его пост занял его сын Ма Ци.
Ма Бяо был старшим сыном Ма Хайцина, шестого младшего брата Ма Хайана, дедушки Ма Буфана. Ма Хайюань был седьмым младшим братом Ма Хайана, отцом Ма Гучжуна и Ма Бzо и дедушкой Ма Чжунъина.